# لادورس
لادورس (به اسپانیایی: Lladurs) یک منطقهٔ مسکونی در اسپانیا است که در سولسونس واقع شده‌است. لادورس ۱۲۸٫۰ کیلومتر مربع مساحت دارد ۸۳۴ متر بالاتر از سطح دریا واقع شده‌است.